# Shrewsbury Town Football Club
Lo Shrewsbury Town Football Club, meglio noto come Shrewsbury Town, è una società calcistica inglese con sede nella città di Shrewsbury, nello Shropshire, in Inghilterra. Milita in Football League Two, la quarta serie del campionato inglese. 
Gioca le partite casalinghe al New Meadow, stadio con una capienza di poco inferiore ai 10 000 posti.
In passato la squadra ha partecipato alla Football League Championship ma in seguito il club è retrocesso, rischiando pure di capitolare nel campionato dilettantistico di Conference.
Con il Hereford United, disputa il derby chiamato A49 Derby.

## Rosa 2024-2025
Rosa aggiornata al 17 dicembre 2024.
| N. |                             | Ruolo | Calciatore      |
| -- | --------------------------- | ----- | --------------- |
| 1  | Inghilterra (bandiera)      | P     | Toby Savin      |
| 2  | Galles (bandiera)           | D     | Luca Hoole      |
| 3  | Inghilterra (bandiera)      | D     | Luke Leahy      |
| 4  | Inghilterra (bandiera)      | C     | Jordan Rossiter |
| 5  | Inghilterra (bandiera)      | D     | Morgan Feeney   |
| 6  | Inghilterra (bandiera)      | D     | Josh Feeney     |
| 7  | Irlanda del Nord (bandiera) | C     | Carl Winchester |
| 9  | Inghilterra (bandiera)      | A     | George Lloyd    |
| 10 | Irlanda (bandiera)          | C     | Joshua Kayode   |
| 11 | Nigeria (bandiera)          | A     | Daniel Udoh     |
| 12 | Belgio (bandiera)           | A     | Funso Ojo       |

| N. |                         | Ruolo | Calciatore     |
| -- | ----------------------- | ----- | -------------- |
| 13 | Inghilterra (bandiera)  | P     | Joe Young      |
| 14 | Inghilterra (bandiera)  | D     | Taylor Perry   |
| 16 | Grenada (bandiera)      | D     | Aaron Pierre   |
| 17 | Inghilterra (bandiera)  | C     | Alex Gilliead  |
| 18 | Inghilterra (bandiera)  | D     | Tom Bloxham    |
| 19 | Inghilterra (bandiera)  | C     | Leo Castledine |
| 22 | RD del Congo (bandiera) | D     | Toto Nsiala    |
| 23 | Inghilterra (bandiera)  | D     | George Nurse   |
| 26 | Irlanda (bandiera)      | C     | Jordan Shipley |
| 27 | Inghilterra (bandiera)  | A     | John Marquis   |
| 29 | Inghilterra (bandiera)  | C     | Tommi O'Reilly |

## Rosa 2023-2024
Rosa aggiornata al 18 marzo 2024.
| N. |                        | Ruolo | Calciatore           |
| -- | ---------------------- | ----- | -------------------- |
| 1  | Slovacchia (bandiera)  | P     | Marko Marosi         |
| 3  | Inghilterra (bandiera) | D     | Luke Leahy           |
| 4  | Galles (bandiera)      | D     | Ethan Ebanks-Landell |
| 5  | Inghilterra (bandiera) | D     | Matthew Pennington   |
| 6  | Grenada (bandiera)     | D     | Aaron Pierre         |
| 7  | Inghilterra (bandiera) | C     | Shaun Whalley        |
| 8  | Inghilterra (bandiera) | C     | Tyrese Fornah        |
| 9  | Inghilterra (bandiera) | A     | Ryan Bowman          |
| 10 | Inghilterra (bandiera) | C     | Josh Vela            |
| 11 | Nigeria (bandiera)     | A     | Daniel Udoh          |
| 12 | Irlanda (bandiera)     | C     | Roland Idowu         |
| 13 | Inghilterra (bandiera) | P     | Harry Burgoyne       |
| 14 | Inghilterra (bandiera) | D     | Matthew Bondswell    |

| N. |                             | Ruolo | Calciatore         |
| -- | --------------------------- | ----- | ------------------ |
| 16 | Inghilterra (bandiera)      | C     | Brad Walker        |
| 17 | Giamaica (bandiera)         | C     | Elliott Bennett    |
| 18 | Inghilterra (bandiera)      | D     | Tom Bloxham        |
| 19 | Galles (bandiera)           | C     | Charlie Caton      |
| 21 | Inghilterra (bandiera)      | P     | Cameron Gregory    |
| 22 | Giamaica (bandiera)         | D     | Chey Dunkley       |
| 23 | Inghilterra (bandiera)      | D     | George Nurse       |
| 24 | Sudafrica (bandiera)        | C     | Thakgalo Leshabela |
| 26 | Inghilterra (bandiera)      | D     | Ben Kaninda        |
| 28 | Gambia (bandiera)           | A     | Saikou Janneh      |
| 33 | Irlanda del Nord (bandiera) | D     | Tom Flanagan       |
| 42 | Stati Uniti (bandiera)      | C     | Nohan Kenneh       |

## Rosa 2022-2023
Rosa aggiornata al 28 gennaio 2023.
| N. |                        | Ruolo | Calciatore           |
| -- | ---------------------- | ----- | -------------------- |
| 1  | Slovacchia (bandiera)  | P     | Marko Marosi         |
| 3  | Inghilterra (bandiera) | D     | Luke Leahy           |
| 4  | Galles (bandiera)      | D     | Ethan Ebanks-Landell |
| 5  | Inghilterra (bandiera) | D     | Matthew Pennington   |
| 6  | Grenada (bandiera)     | D     | Aaron Pierre         |
| 7  | Inghilterra (bandiera) | C     | Shaun Whalley        |
| 8  | Inghilterra (bandiera) | C     | Tyrese Fornah        |
| 8  | Irlanda (bandiera)     | C     | Killian Phillips     |
| 10 | Inghilterra (bandiera) | C     | Josh Vela            |
| 11 | Nigeria (bandiera)     | A     | Daniel Udoh          |
| 12 | Inghilterra (bandiera) | A     | Ryan Bowman          |
| 13 | Inghilterra (bandiera) | P     | Harry Burgoyne       |

| N. |                             | Ruolo | Calciatore         |
| -- | --------------------------- | ----- | ------------------ |
| 14 | Inghilterra (bandiera)      | D     | Matthew Bondswell  |
| 16 | Inghilterra (bandiera)      | C     | Brad Walker        |
| 17 | Giamaica (bandiera)         | C     | Elliott Bennett    |
| 18 | Inghilterra (bandiera)      | D     | Tom Bloxham        |
| 19 | Galles (bandiera)           | C     | Charlie Caton      |
| 21 | Inghilterra (bandiera)      | P     | Cameron Gregory    |
| 22 | Giamaica (bandiera)         | D     | Chey Dunkley       |
| 23 | Inghilterra (bandiera)      | D     | George Nurse       |
| 24 | Sudafrica (bandiera)        | C     | Thakgalo Leshabela |
| 26 | Inghilterra (bandiera)      | D     | Ben Kaninda        |
| 28 | Gambia (bandiera)           | A     | Saikou Janneh      |
| 33 | Irlanda del Nord (bandiera) | D     | Tom Flanagan       |

## Rosa 2021-2022
Rosa aggiornata all'8 febbraio 2022.
| N. |                        | Ruolo | Calciatore           |
| -- | ---------------------- | ----- | -------------------- |
| 1  | Slovacchia (bandiera)  | P     | Marko Marosi         |
| 3  | Inghilterra (bandiera) | D     | Luke Leahy           |
| 4  | Galles (bandiera)      | D     | Ethan Ebanks-Landell |
| 5  | Inghilterra (bandiera) | D     | Matthew Pennington   |
| 6  | Grenada (bandiera)     | D     | Aaron Pierre         |
| 7  | Inghilterra (bandiera) | C     | Shaun Whalley        |
| 8  | Inghilterra (bandiera) | C     | Tyrese Fornah        |
| 10 | Inghilterra (bandiera) | C     | Josh Vela            |
| 11 | Nigeria (bandiera)     | A     | Daniel Udoh          |
| 12 | Inghilterra (bandiera) | A     | Ryan Bowman          |
| 13 | Inghilterra (bandiera) | P     | Harry Burgoyne       |
| 14 | Inghilterra (bandiera) | D     | Matthew Bondswell    |

| N. |                             | Ruolo | Calciatore         |
| -- | --------------------------- | ----- | ------------------ |
| 16 | Inghilterra (bandiera)      | C     | Brad Walker        |
| 17 | Giamaica (bandiera)         | C     | Elliott Bennett    |
| 18 | Inghilterra (bandiera)      | D     | Tom Bloxham        |
| 19 | Galles (bandiera)           | C     | Charlie Caton      |
| 21 | Inghilterra (bandiera)      | P     | Cameron Gregory    |
| 22 | Irlanda del Nord (bandiera) | C     | Joshua Daniels     |
| 23 | Inghilterra (bandiera)      | D     | George Nurse       |
| 24 | Sudafrica (bandiera)        | C     | Thakgalo Leshabela |
| 26 | Inghilterra (bandiera)      | D     | Ben Kaninda        |
| 28 | Gambia (bandiera)           | A     | Saikou Janneh      |
| 33 | Irlanda del Nord (bandiera) | D     | Tom Flanagan       |

## Rosa 2020-2021
Rosa aggiornata al 9 dicembre 2020.
| N. |                        | Ruolo | Calciatore        |
| -- | ---------------------- | ----- | ----------------- |
| 1  | Inghilterra (bandiera) | P     | Harry Burgoyne    |
| 2  | Grenada (bandiera)     | D     | Aaron Pierre      |
| 3  | Inghilterra (bandiera) | D     | Scott Golbourne   |
| 4  | Galles (bandiera)      | C     | David Edwards     |
| 5  | Inghilterra (bandiera) | D     | Ro-Shaun Williams |
| 6  | Inghilterra (bandiera) | C     | Sean Goss         |
| 7  | Inghilterra (bandiera) | C     | Shaun Whalley     |
| 8  | Grenada (bandiera)     | C     | Oliver Norburn    |
| 9  | Inghilterra (bandiera) | A     | Rekeil Pyke       |
| 10 | Inghilterra (bandiera) | C     | Josh Vela         |
| 11 | Inghilterra (bandiera) | A     | Leon Clarke       |
| 12 | Inghilterra (bandiera) | D     | Ryan Sears        |
| 13 | Rep. Ceca (bandiera)   | C     | Jan Žambůrek      |
| 14 | Australia (bandiera)   | D     | Matthew Millar    |
| 15 | Inghilterra (bandiera) | D     | Charlie Daniels   |

| N. |                               | Ruolo | Calciatore           |
| -- | ----------------------------- | ----- | -------------------- |
| 16 | Inghilterra (bandiera)        | C     | Brad Walker          |
| 17 | Scozia (bandiera)             | D     | Donald Love          |
| 18 | Stati Uniti (bandiera)        | D     | Marlon Fossey        |
| 19 | Inghilterra (bandiera)        | C     | Ryan Barnett         |
| 20 | Inghilterra (bandiera)        | C     | Shilow Tracey        |
| 21 | Inghilterra (bandiera)        | P     | Cameron Gregory      |
| 22 | Irlanda (bandiera)            | C     | Joshua Daniels       |
| 23 | Nigeria (bandiera)            | A     | Daniel Udoh          |
| 24 | Inghilterra (bandiera)        | D     | Ethan Ebanks-Landell |
| 25 | Inghilterra (bandiera)        | C     | Scott High           |
| 26 | Inghilterra (bandiera)        | C     | James Rowland        |
| 27 | Inghilterra (bandiera)        | C     | Marc Pugh            |
| 31 | Montenegro (bandiera)         | P     | Matija Šarkić        |
| 33 | Macedonia del Nord (bandiera) | P     | Dejan Iliev          |
| 35 | Scozia (bandiera)             | A     | Jason Cummings       |

## Rosa 2019-2020
Rosa aggiornata al 9 settembre 2019.
| N. |                        | Ruolo | Calciatore         |
| -- | ---------------------- | ----- | ------------------ |
| 1  | Inghilterra (bandiera) | P     | Joel Coleman       |
| 2  | Inghilterra (bandiera) | D     | Josh Emmanuel      |
| 3  | Inghilterra (bandiera) | D     | Ryan Haynes        |
| 4  | Inghilterra (bandiera) | C     | Kieran Kennedy     |
| 5  | Inghilterra (bandiera) | D     | Mat Sadler         |
| 6  | Inghilterra (bandiera) | D     | Omar Beckles       |
| 7  | Inghilterra (bandiera) | C     | Shaun Whalley      |
| 8  | Scozia (bandiera)      | C     | Greg Docherty      |
| 9  | Inghilterra (bandiera) | A     | Lee Angol          |
| 11 | Francia (bandiera)     | A     | Arthur Gnahoua     |
| 12 | Nigeria (bandiera)     | C     | Fejiri Okenabirhie |
| 13 | Inghilterra (bandiera) | D     | James Bolton       |
| 14 | Inghilterra (bandiera) | A     | Lenell John-Lewis  |
| 15 | Inghilterra (bandiera) | P     | Steve Arnold       |
| 18 | Inghilterra (bandiera) | C     | Alex Gilliead      |

| N. |                        | Ruolo | Calciatore           |
| -- | ---------------------- | ----- | -------------------- |
| 19 | Inghilterra (bandiera) | C     | Doug Loft            |
| 20 | Galles (bandiera)      | A     | Aaron Amadi-Holloway |
| 21 | Inghilterra (bandiera) | C     | Abo Eisa             |
| 22 | Inghilterra (bandiera) | D     | Luke Waterfall       |
| 23 | Inghilterra (bandiera) | C     | Charlie Colkett      |
| 25 | Scozia (bandiera)      | D     | Zak Jules            |
| 27 | Inghilterra (bandiera) | D     | Ryan Sears           |
| 28 | Inghilterra (bandiera) | C     | Josh Laurent         |
| 29 | Inghilterra (bandiera) | C     | Oliver Norburn       |
| 31 | Inghilterra (bandiera) | P     | Cameron Gregory      |
| 38 | Inghilterra (bandiera) | C     | Ryan Barnett         |
| 39 | Cipro (bandiera)       | D     | Christos Sielīs      |
| 42 | Inghilterra (bandiera) | C     | Anthony Grant        |
|    | Inghilterra (bandiera) | A     | John McAtee          |

## Rosa 2018-2019
Rosa aggiornata al 2 settembre 2018.
| N. |                        | Ruolo | Calciatore         |
| -- | ---------------------- | ----- | ------------------ |
| 1  | Inghilterra (bandiera) | P     | Joel Coleman       |
| 2  | Inghilterra (bandiera) | D     | Josh Emmanuel      |
| 3  | Inghilterra (bandiera) | D     | Ryan Haynes        |
| 4  | Inghilterra (bandiera) | C     | Kieran Kennedy     |
| 5  | Inghilterra (bandiera) | D     | Mat Sadler         |
| 6  | Inghilterra (bandiera) | D     | Omar Beckles       |
| 7  | Inghilterra (bandiera) | C     | Shaun Whalley      |
| 8  | Scozia (bandiera)      | C     | Greg Docherty      |
| 9  | Inghilterra (bandiera) | A     | Lee Angol          |
| 11 | Francia (bandiera)     | A     | Arthur Gnahoua     |
| 12 | Nigeria (bandiera)     | C     | Fejiri Okenabirhie |
| 13 | Inghilterra (bandiera) | D     | James Bolton       |
| 14 | Inghilterra (bandiera) | A     | Lenell John-Lewis  |
| 15 | Inghilterra (bandiera) | P     | Steve Arnold       |
| 18 | Inghilterra (bandiera) | C     | Alex Gilliead      |

| N. |                        | Ruolo | Calciatore           |
| -- | ---------------------- | ----- | -------------------- |
| 19 | Inghilterra (bandiera) | C     | Doug Loft            |
| 20 | Galles (bandiera)      | A     | Aaron Amadi-Holloway |
| 21 | Inghilterra (bandiera) | C     | Abo Eisa             |
| 22 | Inghilterra (bandiera) | D     | Luke Waterfall       |
| 23 | Inghilterra (bandiera) | C     | Charlie Colkett      |
| 25 | Scozia (bandiera)      | D     | Zak Jules            |
| 27 | Inghilterra (bandiera) | D     | Ryan Sears           |
| 28 | Inghilterra (bandiera) | C     | Josh Laurent         |
| 29 | Inghilterra (bandiera) | C     | Oliver Norburn       |
| 31 | Inghilterra (bandiera) | P     | Cameron Gregory      |
| 38 | Inghilterra (bandiera) | C     | Ryan Barnett         |
| 39 | Cipro (bandiera)       | D     | Christos Sielīs      |
| 42 | Inghilterra (bandiera) | C     | Anthony Grant        |
|    | Inghilterra (bandiera) | A     | John McAtee          |

## Rosa 2017-2018
Rosa aggiornata al 2 febbraio 2018.
| N. |                        | Ruolo | Calciatore        |
| -- | ---------------------- | ----- | ----------------- |
| 1  | Inghilterra (bandiera) | P     | Dean Henderson    |
| 2  | Inghilterra (bandiera) | D     | Joe Riley         |
| 3  | Inghilterra (bandiera) | D     | Max Lowe          |
| 4  | Inghilterra (bandiera) | C     | Ben Godfrey       |
| 5  | Inghilterra (bandiera) | D     | Mat Sadler        |
| 6  | Inghilterra (bandiera) | D     | Ian Black         |
| 7  | Inghilterra (bandiera) | C     | Shaun Whalley     |
| 8  | Inghilterra (bandiera) | C     | Abu Ogogo         |
| 9  | Inghilterra (bandiera) | A     | Carlton Morris    |
| 10 | Inghilterra (bandiera) | C     | Nathan Thomas     |
| 11 | Francia (bandiera)     | A     | Arthur Gnahoua    |
| 12 | Inghilterra (bandiera) | D     | Junior Brown      |
| 13 | Inghilterra (bandiera) | D     | James Bolton      |
| 14 | Inghilterra (bandiera) | A     | Lenell John-Lewis |

| N. |                         | Ruolo | Calciatore         |
| -- | ----------------------- | ----- | ------------------ |
| 15 | Inghilterra (bandiera)  | P     | Craig MacGillivray |
| 16 | Inghilterra (bandiera)  | C     | Bryn Morris        |
| 17 | Inghilterra (bandiera)  | D     | Luke Hendrie       |
| 19 | Galles (bandiera)       | C     | Sam Jones          |
| 20 | Inghilterra (bandiera)  | C     | John Nolan         |
| 21 | Inghilterra (bandiera)  | C     | Abo Eisa           |
| 22 | RD del Congo (bandiera) | D     | Aristote Nsiala    |
| 23 | Inghilterra (bandiera)  | C     | Alex Rodman        |
| 24 | Inghilterra (bandiera)  | C     | George Hughes      |
| 30 | Inghilterra (bandiera)  | P     | Shaun Rowley       |
| 45 | Inghilterra (bandiera)  | A     | Stefan Payne       |
|    | Galles (bandiera)       | D     | Dominic Smith      |
|    | Inghilterra (bandiera)  | D     | Ryan Sears         |

## Rosa 2016-2017
Rosa aggiornata al 1 settembre 2016.
| N. |                             | Ruolo | Calciatore       |
| -- | --------------------------- | ----- | ---------------- |
| 1  | Canada (bandiera)           | P     | Jayson Leutwiler |
| 2  | Inghilterra (bandiera)      | D     | Joe Riley        |
| 3  | Inghilterra (bandiera)      | D     | Mat Sadler       |
| 4  | Irlanda del Nord (bandiera) | D     | Ryan McGivern    |
| 5  | Inghilterra (bandiera)      | D     | Olly Lancashire  |
| 6  | Scozia (bandiera)           | C     | Ian Black        |
| 7  | Inghilterra (bandiera)      | C     | Shaun Whalley    |
| 8  | Inghilterra (bandiera)      | C     | Abu Ogogo        |
| 9  | Inghilterra (bandiera)      | A     | Ivan Toney       |
| 10 | Inghilterra (bandiera)      | C     | Shaun Whalley    |
| 12 | Inghilterra (bandiera)      | C     | Junior Brown     |
| 14 | Scozia (bandiera)           | D     | Jack Grimmer     |
| 15 | Galles (bandiera)           | D     | Dominic Smith    |

| N. |                        | Ruolo | Calciatore          |
| -- | ---------------------- | ----- | ------------------- |
| 16 | Inghilterra (bandiera) | C     | Antoni Sarcevic     |
| 17 | Inghilterra (bandiera) | C     | Richie Wellens      |
| 18 | Irlanda (bandiera)     | C     | Gary Deegan         |
| 19 | Inghilterra (bandiera) | A     | Andy Mangan         |
| 20 | Inghilterra (bandiera) | A     | AJ Leitch-Smith     |
| 21 | Inghilterra (bandiera) | P     | Mark Halstead       |
| 22 | Marocco (bandiera)     | C     | Moha                |
| 24 | Egitto (bandiera)      | D     | Adam El-Abd         |
| 27 | Inghilterra (bandiera) | A     | George Waring       |
| 29 | Inghilterra (bandiera) | A     | Sylvan Ebanks-Blake |
| 30 | Inghilterra (bandiera) | A     | Ethan Jones         |
| 33 | Inghilterra (bandiera) | P     | Shaun Rowley        |

## Rosa 2015-2016
Rosa aggiornata al 2 marzo 2016.
| N. |                        | Ruolo | Calciatore         |
| -- | ---------------------- | ----- | ------------------ |
| 1  | Svizzera (bandiera)    | P     | Jayson Leutwiler   |
| 2  | Inghilterra (bandiera) | D     | Matt Tootle        |
| 3  | Inghilterra (bandiera) | D     | Mat Sadler         |
| 4  | Stati Uniti (bandiera) | D     | Zak Whitbread      |
| 5  | Guyana (bandiera)      | D     | Jermaine Grandison |
| 6  | Scozia (bandiera)      | C     | Ian Black          |
| 7  | Inghilterra (bandiera) | A     | Kyle Vassell       |
| 8  | Inghilterra (bandiera) | C     | Richie Wellens     |
| 10 | Inghilterra (bandiera) | C     | Shaun Whalley      |
| 12 | Inghilterra (bandiera) | C     | Junior Brown       |
| 14 | Australia (bandiera)   | C     | James Wesolowski   |
| 15 | Inghilterra (bandiera) | D     | Jack Grimmer       |

| N. |                        | Ruolo | Calciatore                |
| -- | ---------------------- | ----- | ------------------------- |
| 16 | Inghilterra (bandiera) | A     | Scott Vernon              |
| 17 | Inghilterra (bandiera) | C     | Abu Ogogo                 |
| 19 | Inghilterra (bandiera) | A     | Andy Mangan               |
| 20 | Inghilterra (bandiera) | C     | Nathaniel Knight-Percival |
| 21 | Inghilterra (bandiera) | P     | Mark Halstead             |
| 22 | Inghilterra (bandiera) | A     | Jordan Clark              |
| 25 | Inghilterra (bandiera) | P     | Callum Burton             |
| 26 | Francia (bandiera)     | A     | Jean-Louis Akpa-Akpro     |
| 29 | Inghilterra (bandiera) | C     | Larnell Cole              |
| 31 | Galles (bandiera)      | D     | Dominic Smith             |
| 38 | Inghilterra (bandiera) | C     | James Wallace             |
| 88 | Francia (bandiera)     | C     | Elliot Grandin            |

## Rosa 2014-2015
Rosa aggiornata al 2 settembre 2014.
| N. |                        | Ruolo | Calciatore         |
| -- | ---------------------- | ----- | ------------------ |
| 1  | Svizzera (bandiera)    | P     | Jayson Leutwiler   |
| 2  | Inghilterra (bandiera) | D     | Jermaine Grandison |
| 3  | Inghilterra (bandiera) | D     | Mickey Demetriou   |
| 4  | Inghilterra (bandiera) | C     | Ryan Woods         |
| 5  | Inghilterra (bandiera) | D     | Mark Ellis         |
| 6  | Inghilterra (bandiera) | D     | Connor Goldson     |
| 7  | Inghilterra (bandiera) | A     | Ashley Vincent     |
| 8  | Irlanda (bandiera)     | C     | David McAllister   |
| 9  | Irlanda (bandiera)     | A     | James Collins      |
| 10 | Inghilterra (bandiera) | A     | Scott Vernon       |
| 11 | Irlanda (bandiera)     | C     | Liam Lawrence      |
| 12 | Inghilterra (bandiera) | D     | Cameron Gayle      |
| 14 | Australia (bandiera)   | C     | James Wesolowski   |

| N. |                        | Ruolo | Calciatore                |
| -- | ---------------------- | ----- | ------------------------- |
| 15 | Inghilterra (bandiera) | C     | Aron Wildig               |
| 16 | Inghilterra (bandiera) | C     | Anthony Griffith          |
| 17 | Inghilterra (bandiera) | C     | James Caton               |
| 18 | Inghilterra (bandiera) | C     | Andy Robinson             |
| 19 | Inghilterra (bandiera) | A     | Andy Mangan               |
| 20 | Inghilterra (bandiera) | C     | Nathaniel Knight-Percival |
| 21 | Inghilterra (bandiera) | P     | Mark Halstead             |
| 22 | Inghilterra (bandiera) | C     | Jordan Clark              |
| 24 | Inghilterra (bandiera) | A     | Bobby Grant               |
| 25 | Scozia (bandiera)      | D     | Jack Grimmer              |
| 26 | Francia (bandiera)     | A     | Jean-Louis Akpa-Akpro     |
| 31 | Galles (bandiera)      | D     | Dominic Smith             |
| 35 | Inghilterra (bandiera) | A     | Josh Ginnelly             |

## Rosa 2013-2014
Rosa aggiornata al 31 agosto 2013.
| N. |                        | Ruolo | Calciatore       |
| -- | ---------------------- | ----- | ---------------- |
| 1  | Inghilterra (bandiera) | P     | Chris Weale      |
| 3  | Galles (bandiera)      | D     | Joe Jacobson     |
| 4  | Inghilterra (bandiera) | C     | Luke Summerfield |
| 5  | Galles (bandiera)      | D     | Darren Jones     |
| 6  | Inghilterra (bandiera) | D     | Dave Winfield    |
| 8  | Irlanda (bandiera)     | C     | David McAllister |
| 9  | Galles (bandiera)      | A     | Tom Bradshaw     |
| 11 | Inghilterra (bandiera) | C     | Jon Taylor       |
| 12 | Inghilterra (bandiera) | D     | Alex McQuade     |
| 14 | Inghilterra (bandiera) | A     | John Marsden     |

| N. |                        | Ruolo | Calciatore        |
| -- | ---------------------- | ----- | ----------------- |
| 15 | Inghilterra (bandiera) | C     | Aron Wildig       |
| 16 | Inghilterra (bandiera) | D     | Tamika Mkandawire |
| 17 | Galles (bandiera)      | C     | Paul Parry        |
| 18 | Inghilterra (bandiera) | D     | Connor Goldson    |
| 21 | Galles (bandiera)      | P     | Danny Coyne       |
| 22 | Inghilterra (bandiera) | C     | Ryan Woods        |
| 23 | Inghilterra (bandiera) | C     | Adam Reach        |
| 25 | Inghilterra (bandiera) | P     | Joe Anyon         |
|    | Inghilterra (bandiera) | P     | Callum Burton     |

## Palmarès

### Competizioni nazionali
- Coppa del Galles: 6

1890-1891, 1937-1938, 1976-1977, 1978-1979, 1983-1984, 1984-1985
- Third Division: 1

1978-1979
- Campionato inglese di quarta divisione: 1

1993-1994

### Competizioni regionali
- Birmingham Senior Cup: 1

1877-1878
- Shropshire Senior Cup: 67

### Altri piazzamenti
- Coppa di Lega inglese:

Semifinalista: 1960-1961
- Third Division:

Terzo posto: 1959-1960, 1967-1968
- Football League One:

Terzo posto: 2017-2018
- Campionato inglese di quarta divisione:

Secondo posto: 1974-1975, 2011-2012, 2014-2015
Promozione: 1958-1959
Finalista play-off: 2008-2009
- National League:

Terzo posto: 2003-2004
- Coppa del Galles:

Finalista: 1930-1931, 1947-1948, 1979-1980
Semifinalista: 1934-1935, 1935-1936, 1973-1974, 1974-1975, 1975-1976, 1977-1978
- English Football League Trophy:

Finalista: 1995-1996, 2017-2018
Semifinalista: 2002-2003